# Neckera hygrometrica
Neckera hygrometrica là một loài Rêu trong họ Neckeraceae. Loài này được (Harv. & Hook.) Müll. Hal. miêu tả khoa học đầu tiên năm 1851.